# Fugging (Tarsdorf)
Pour les articles homonymes, voir Fugging.
Fugging est un village dépendant de la municipalité de Tarsdorf, en Haute-Autriche, près de la frontière avec la Bavière. Bien qu’elle n’ait qu’une centaine d’habitants, la localité a acquis une notoriété internationale en raison du nom qu’elle portait jusqu’en 2020, Fucking (prononciation allemande : /ˈfʊkɪŋ/), orthographié de manière identique au gérondif du mot anglais vulgaire fuck.

## Nom
L'endroit a porté le nom Fucking depuis au moins l'an 1070, et devrait son appellation à un personnage du VIe siècle dénommé « Focko », le suffixe germanique -ing signifiant « les gens ». « Fucking » pourrait donc se traduire par « Chez Focko ».
Ce nom, à l'orthographe identique au gérondif de l'argotique anglais to fuck (« baiser »), est particulièrement prisé des touristes. L'équivalent allemand de ce verbe est ficken (/ˈfɪkən/ ; voir aussi Fickingen).
Le 17 novembre 2020, à la suite de la demande des habitants du village autrichien, le conseil municipal de Tarsdorf vote pour renommer le hameau en Fugging à partir du 1er janvier 2021. Les habitants de Fugging espèrent ainsi que les touristes ne viendront plus pour se prendre en photo devant le panneau,.

## Tourisme

Plan du village.

L'unique particularité touristique du lieu tient donc au panneau signalant l'entrée du village, auprès duquel nombre de touristes viennent se faire prendre en photo. De fait, c'est également le panneau le plus volé d'Autriche. Un vote a eu lieu en 2004 à propos d'un éventuel changement de nom (les vols et remplacements subséquents accaparant une fraction substantielle du budget de la commune), mais la proposition fut rejetée.
En août 2005, les panneaux ont été remplacés par de nouveaux modèles soudés à des poteaux en acier et plantés dans des blocs de béton pour les rendre plus difficiles à subtiliser. Mi-2009, des caméras de surveillance ont été installées au-dessus des panneaux pour enregistrer les agissements des touristes.